# Ben Molatzi
Ben ‚Tukumazan‘ Molatzi (* 1954 in Alexandra (Südafrika); † 8. August 2016 in Tsumeb) war ein namibischer Singer-Songwriter und Gitarrist.

## Leben
Molatzi stammte aus Tsumeb und wuchs in armen Verhältnissen auf. Er arbeitete als Lehrer und schrieb autodidaktisch Balladen, die auf den Melodien und Harmonien seines Damara- und Sotho-Erbes aufbauten. Molatzis Musik wurde im Feld und im Studio der South West African Broadcasting Corporation (SWABC) aufgezeichnet, und in dem von der Apartheidspolitik geprägten und von Südafrika kontrollierten Sender, auf der für seine Sprachgruppe vorgesehenen „Ethnic Stations“ ausgestrahlt. Zu seinen bekanntesten Stücken zählen Mati matis Kai-khoesa, sige si ge mai e/gi… und O Dama !Haose.
Seine Musikaufnahmen wurden in den Archiven des namibischen Rundfunks archiviert. Weil die Botschaften seiner Lieder dem südafrikanischen Apartheid-Regime missfielen, wurden seine Aufnahmen zensiert und beschädigt. Im Rahmen der Forschungsarbeit der Stolen Moments Research Group aus Windhoek wurden Teile seiner Musik in Zusammenarbeit mit dem Iwalewahaus neu aufbereitet. 2016 entstand die Ausstellung Stolen Moments, und 2019 erschien Molatzis Album No Way To Go bei Bear Family Records mit bislang unveröffentlichten Songs.
Molatzi war zudem Abwehrspieler bei Chief Santos.

## Diskografie
- 2019: No Way To Go (Bear Family Records), posthum veröffentlicht